# Louis Frédéric d'Aragon
Louis Frédéric d'Aragon (ou Louis Fadrique; mort en 1382) est un comte de Malte et Gozo, comte de Salona, seigneur d'Égine, Zitouni, Lidoriki, Gardiki, Galaxidi et Vitrinitza (en), capitaine du château de Sidérokastron (en).

## Biographie
Il est le fils de Jacques Frédéric d'Aragon, comte de Malte et Gozo et seigneur d'Égine.
Il est élu vicaire général du duché d'Athènes et Neopatras en 1375 par les communautés du duché sans attendre l'approbation de la cour de Sicile face à la poursuite de troubles internes et la menace extérieure croissante de Nerio Ier Acciaiuoli. Sa nomination sera ensuite ratifiée par le roi Frédéric III de Sicile. Il parvient à rétablir l'ordre dans le duché.
Après la mort du roi Frédéric III en 1377, il soutient les revendications de Pierre IV d'Aragon contre Marie Ire de Sicile, fille du défunt roi. 
En 1380, le roi Pierre IV lui confirme son titre de comte de Malte et le château de Siderokastron en viager. 
Il a été remplacé comme vicaire général du duché d'Athènes en 1381 par Felipe Dalmau VI, vicomte de Rocabertí (es).

## Mariage et descendance
Il épouse Hélène Asanina Cantacuzène, fille de Mathieu Cantacuzène co-empereur de Byzance et son épouse Irène Paléologue. Ils ont une fille, Marie Fadrique (es), qui comme sa mère sera emmenée dans le harem de Bajazet Ier.

## Sources
- (en) « Latin Lordships in Greece », sur Medieval Lands (consulté le 5 février 2015)